# Yves Guchet
Yves Guchet, né le 8 juillet 1938 à Nantes et mort le 8 mai 2021 à La Baule-Escoublac (Loire-Atlantique), est un juriste et historien des idées politiques français.

## Biographie
Il est professeur émérite de droit public de l'Université de Paris X-Nanterre. Élève de Jean-Jacques Chevallier, il est un spécialiste d'histoire des idées politiques et de droit constitutionnel. On lui doit, outre des manuels de référence en ces matières, des études biographiques importantes sur Georges Valois et Georges Sorel ainsi qu'un ouvrage transdisciplinaire sur les rapports entre littérature et politique.

## Publications
- Technique et liberté, thèse de Science Politique, préface de Jean-Jacques Chevallier, Paris, N. E. L., 1967.
- Éléments de droit constitutionnel, Paris, Albatros, 1981.
- La pensée politique, Paris, Armand Colin, 1992.
- Histoire constitutionnelle de la France, Paris, Économica, 1993.
- La Ve République, Paris, Économica, 1994.
- (dir.), Les systèmes politiques des pays de l’Union Européenne, Paris, Armand Colin, 1994.
- Histoire des idées politiques, t. I, Paris, Armand Colin, 1995 (traduction albanaise à paraître).
- avec Jean-Marie Demaldent, Histoire des idées politiques, t. II, Paris, Armand Colin, 1996. (traduction albanaise à paraître[réf. nécessaire]).
- Droit parlementaire, Paris, Économica, 1996
- avec Jean Catsiapis, Droit constitutionnel, Paris, Ellipses, 1998.
- avec Jean Catsiapis, Documents politiques et constitutionnels, Paris, Ellipses, 1998.
- Littérature et politique, Paris, Armand Colin, 2000 (traduction lituanienne à paraître).
- Georges Sorel (1847-1922). Serviteur désintéressé du prolétariat, Paris, L’Harmattan, 2001.
- Georges Valois. L’Action française, le Faisceau, la République syndicale, Paris, L’Harmattan, 2001.
- (éd.) de Jean-Jacques Chevallier, Les grandes œuvres politiques. De Machiavel à nos jours, 4e édition, Paris, Armand Colin, 2005 (traductions albanaise et portugaise)
- « Introduction » à Georges Sorel, Les illusions du progrès, Lausanne, L’Âge d’Homme, 2007.